# Перехваты Ранвье
Перехваты Ранвье — периодические разрывы в изолирующих миелиновых оболочках миелинизированных аксонов в местах аксональных мембран, подвергаемых воздействию внеклеточного пространства. Перехваты Ранвье не изолированы и очень богаты ионными каналами, что позволяет им принимать участие в обмене ионов, необходимых для восстановления потенциала действия. Нервная проводимость в миелинизированных аксонах называется сальтаторным проведением (от лат. saltare — прыгать, скакать) из-за того, что потенциал действия «перескакивает» от одного узла к другому по всей длине аксона.

## Общая информация
Многие аксоны позвоночных окружены миелиновой оболочкой, способствующей быстрому и эффективному сальтаторному («скачкообразному») распространению потенциалов действия. Контакты между нейронами и нейроглиями проявляют очень высокий уровень пространственной и временной организации в миелинизированных волокнах. Миелинизирующие клетки нейроглий: олигодендроциты в центральной нервной системе (ЦНС) и Шванновские клетки в периферической нервной системе (ПНС), обернуты вокруг аксона, оставляя аксолемму относительно незакрытой на равномерно расположенных перехватах Ранвье. Эти междуузловые глиальные мембраны сливаются для образования компактного миелина, в то время как заполненные цитоплазмой параузловые петли миелинизирующих клеток спирально закручены вокруг аксона на обеих сторонах узлов. Такой способ организации требует жесткого контроля развития и формирования различных специализированных зон контакта между различными областями мембраны миелинизирующих клеток. Каждый узел Ранвье окружён межузловыми областями, в то время как скрученные глиальные петли прикреплены к мембране аксонов с помощью разделённых перегородками соединений.
Отрезок между перехватами Ранвье называют междоузлием, а его внешнюю часть, контактирующую с параузлами, называют областью соприкосновения параузлов. Узлы инкапсулируются микроворсинками, растущими из внешней стороны мембраны Шванновской клетки в ПНС, либо периузловыми расширениями астроцитов в ЦНС.

## История

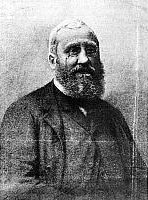
Луи-Антуан Ранвье (1835—1922)

Миелиновая оболочка длинных нервов была открыта и названа немецким патологоанатомом Рудольфом Вирховым в 1854 году. Позже французский патолог и анатом Луи Антуан Ранвье обнаружил в этой оболочке перехваты, или разрывы, которые были названы его именем. Ранвье родился в Лионе и был одним из самых выдающихся гистологов конца 19 века. В 1867 году он отказался от патологических исследований и стал помощником физиолога Клода Бернара. Он также был заведующим кафедрой общей анатомии в Коллеж де Франс в 1875 году.
Его совершенные гистологические техники и исследования как на поврежденных, так и на нормальных нервных волокнах стали всемирно известными. Его наблюдения за узлами волокон, а также дегенерацией и регенерацией срезанных волокон, оказали большое влияние на неврологов в Сальпетриере. Вскоре после этого он обнаружил разрывы в оболочках нервных волокон, которые впоследствии были названы перехватами Ранвье. Это открытие позже привело Ранвье к тщательному гистологическому исследованию миелиновых оболочек и шванновских клеток.

## Структурный и молекулярный состав

### Структура
Междоузлия, то есть сегменты миелина и промежутки между ними, называют узлами. Размер междоузлий и расстояние между ними изменяется в зависимости от диаметра волокна в нелинейной зависимости, оптимальной для максимальной скорости передачи. Узлы имеют размер от 1-2 мкм, в то время как размер междоузлий может достигать (а иногда даже превышать) длину в 1,5 миллиметра, в зависимости от диаметра аксона и типа волокна.
Структура узла и окружающие параузловые области отличаются от междоузлий, находящихся под оболочкой из компактного миелина, но сходны в ЦНС и ПНС. Аксон подвергается воздействию внеклеточной среды в узле и сжимается в диаметре. Уменьшение размера аксона отражает более высокую плотность упаковки нейрофиламентов в этой области, которые менее фосфорилируются и транспортируются медленнее. Везикулы и другие органеллы также увеличиваются в узлах, что предполагает, что существует узкое место аксонального транспорта в обоих направлениях, а также местной аксоно-глиальной передаче сигналов.
Когда продольный разрез в узле производится через миелинизируемую шванновскую клетку, можно заметить три отдельных сегмента: стереотипное междоузлие, параузловая область, а так же сам узел. В межузловой области Шванновская клетка имеет внешний воротник из цитоплазмы, оболочку из компактного миелина, внутренний воротник из цитоплазмы и аксолемму. В параузловых областях витки параузловой цитоплазмы касаются утолщений аксолеммы с образованием разделённых перегородками соединений. Непосредственно в узле аксолемма соприкасается с несколькими микроворсинками Шванновских клеток и содержит плотный цитоскелетный подслой.

### Структурные различия перехватов ЦНС и ПНС
Хотя исследования разрушения замораживанием показали, что узловая аксолемма как в ЦНС, так и в ПНС богаче внутримембранными частицами (ВМЧ), по сравнению с междоузлиями, есть некоторые структурные различия, касающиеся их клеточных составляющих. В ПНС специализированные микроворсинки выступают из наружной манжеты Шванновских клеток и очень близко подходят к узловой аксолемме крупных волокон. Проекции Шванновских клеток расположены перпендикулярно узлу и расходятся из центральных аксонов. В ЦНС же один или более выростов в астроцитах исходят в непосредственной близости от узлов. Исследователи заявляют, что эти выросты исходят из многофункциональных астроцитов, а не от совокупности астроцитов, направленных на контактирование с узлом. С другой стороны, в ПНС базальная пластинка, которая окружает шванновские клетки, непрерывна по всему узлу.

### Состав
Узлы Ранвье содержат ионные Na+/K+-АТФазы, обменники Na+/Ca2+ и большое количество потенциалозависимых каналов Na+, которые генерируют потенциалы действия. Натриевые каналы состоят из порообразующей α-субъединицы и двух вспомогательных β-субъединиц, прикрепляющих каналы к внеклеточным и внутриклеточным компонентам. Узлы Ранвье в центральной и периферической нервной системе в основном состоят из αNaV1.6- и β1- субъединиц. β-субъединицы внеклеточной области могут связываться с собой и другими белками, такими, как тенасцин R и молекулы клеточной адгезии — нейрофасцин и контактин. Контактин также присутствует в узлах в ЦНС, и взаимодействие с этой молекулой повышает поверхностную экспрессию натриевых каналов.
Было обнаружено, что анкирин связан с βIV-спектринами — изоформами спектрина, в больших количествах содержащимися в узлах Ранвье и начальных сегментах аксонов.

### Молекулярная структура
Молекулярное строение узлов основывается на их функции в распространении импульса. Количество натриевых каналов в узле по отношению к междоузлию предполагает, что количество ИМБ соответствует количеству натриевых каналов. Калиевые каналы, по сути, отсутствуют в узловой аксолемме, в то время как они имеют высокую концентрацию в параузловой аксолемме и мембранах Шванновских клеток узла. Точная функция калиевых каналов не совсем выявлена, но известно, что они могут способствовать быстрой реполяризации потенциалов действия или играть жизненно важную роль в буферизацию ионов калия в узлах. Это очень неравномерное распределение потенциалозависимых натриевых и калиевых каналов поразительно контрастирует с их диффузным распределением в немиелинизированных волокнах.
Филаментная сеть, прилегающая к узловой мембране, содержит белки цитоскелета, называемые спектрин и аникрин. Высокая плотность анкирина в узлах может быть функционально значимой, так как некоторые из белков, находящихся в узлах, имеют способность связываться с анкирином с чрезвычайно высоким сродством. Все эти белки, включая анкирин, в больших количествах содержатся в начальном сегменте аксона, что предполагает функциональную связь. Взаимосвязь этих молекулярных компонентов к скоплениям натриевых каналов в узлах до сих пор неизвестна. Впрочем, некоторые молекулы клеточной адгезии, как сообщается, размещены в узлах бессистемно, в то время как множество других молекул сосредоточено в глиальных мембранах параузловых областей, где они вносят вклад в его организацию и структурную целостность.

## Развитие

### Миелинизация нервных волокон
Сложные изменения, которые претерпевает шванновская клетка в процессе миелинизации периферических нервных волокон, были обнаружены и изучены многими учеными. Начальное развитие аксона происходит без перерыва вдоль всей протяженности шванновской клетки. Этот процесс секвенируют клубящейся поверхности Шванновских клеток таким образом, что на сложенной поверхности клеток из противоположных граней образуется двойная мембрана. Эта мембрана растягивается и спирально закручивается снова и снова по мере продолжения сворачивания поверхности клеток. В результате легко убедиться в увеличении толщины расширения миелиновой оболочки и ее диаметра поперечного сечения. Также очевидно, что каждый из последовательных витков спирали увеличивается в размерах по длине аксона по мере увеличения числа витков. Тем не менее, не ясно, является ли увеличение длины миелиновой оболочки может являться результатом исключительно увеличения протяженности аксона, охватываемой каждым последующим витком спирали, как описано выше. На стыке двух шванновских клеток вдоль аксона, направления пластинчатых навесов миелиновых окончаний имеют другой смысл. Это соединение, прилегающее к шванновским клеткам, представляет собой область, именуемую узлом Ранвье.